# Leptotarsus (Longurio) pygmaeus
Leptotarsus (Longurio) pygmaeus is een tweevleugelige uit de familie langpootmuggen (Tipulidae). De soort komt voor in het Neotropisch gebied.